# 조명기구

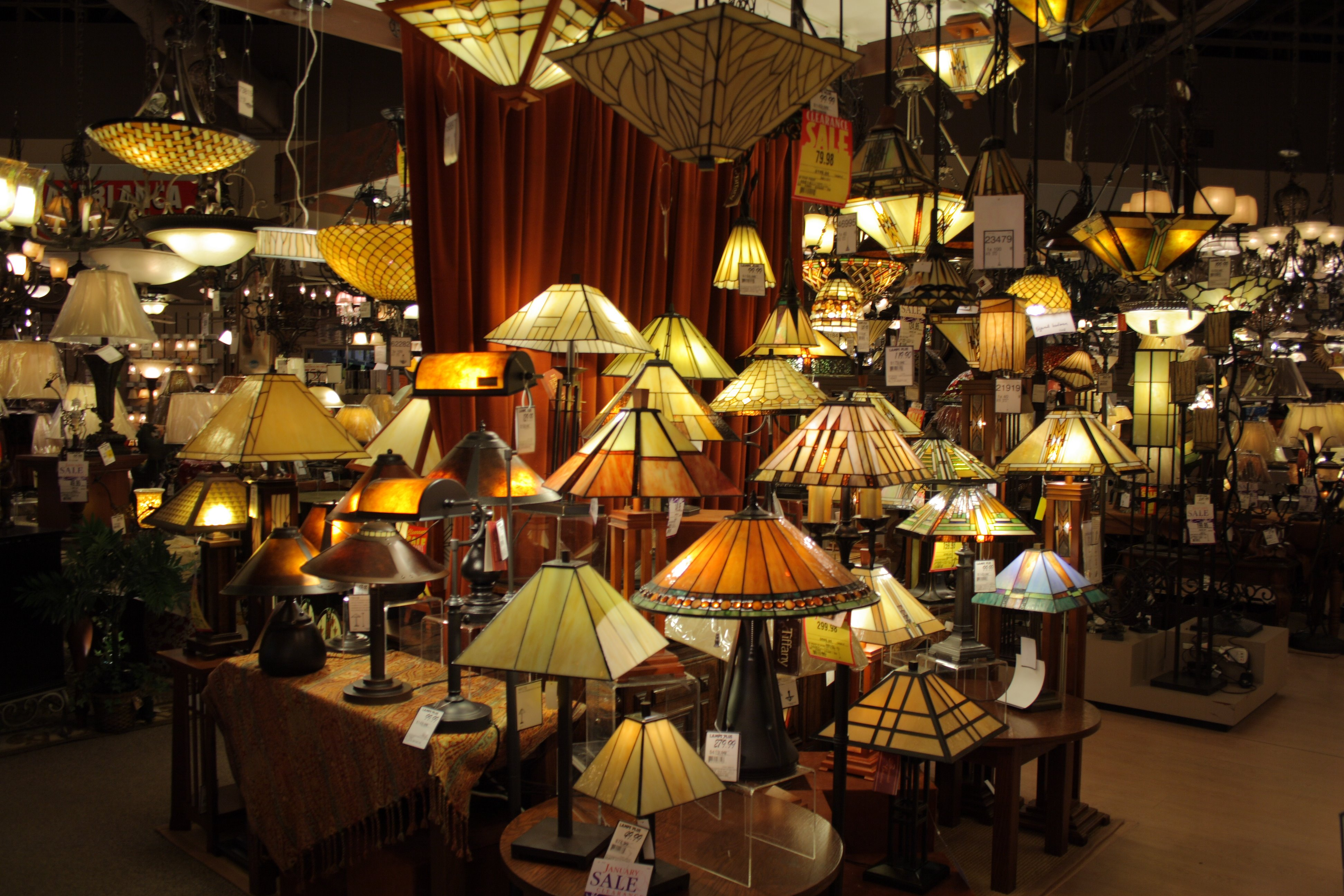

조명기구는 조명을 제공하는 전기 램프를 포함하는 전기장치이다. 모든 조명기구는 고정대와 하나 이상의 램프가 있다. 이 램프는 쉬운 설치를 위한 소켓형이거나 일부 LED 고정체의 경우 하드웨어에 내장된 형태이다.
조명을 통제하기 위한 스위치를 갖추어 놓은 경우도 있고 이것이 램프 본체에 부착되거나 파워 케이블에 부착된 경우가 있다. 식당 샹들리에와 같은 조명기구는 보통 기구 자체에 스위치가 없고 벽 스위치에 의존한다.

## 역사
백열등이 생산된 이후 조명기구 제조가 곧 시작되었다. 1924년 이후 형광등 이용이 현실화될 때 다양한 조명기구를 생산한 3개의 주도적인 기업들은 다음과 같다: 미국의 Lightolier, Artcraft Fluorescent Lighting Corporation, 글로브 라이팅.

## 같이 보기
- 손전등
- 제등
- 발광효율
- 광공해